# Dag Hammarskjöld Medal
Die Dag Hammarskjöld Medal ist, neben der Captain Mbaye Diagne Medal und der UN-Medaille, eine von drei Auszeichnungen der Vereinten Nationen, die an Personen verliehen wird, die an den internationalen humanitären, militärischen oder polizeilichen UN-Missionen teilgenommen haben. Sie wurde im Dezember 2000 gestiftet und ist nach dem ehemaligen UN-Generalsekretär Dag Hammarskjöld benannt, der im Rahmen einer Vermittlungsmission bei einem ungeklärten Flugzeugabsturz ums Leben kam.
Die Dag Hammarskjöld Medal ist nicht zu verwechseln mit der 1977 gestifteten Dag-Hammarskjöld-Ehrenmedaille, die für „hervorragende Verdienste um die Förderung der Lösung der Weltprobleme durch das System der Vereinten Nationen“ verliehen wird.

## Verleihungsvoraussetzungen
Verliehen wird die Medaille, unabhängig von der UN-Medaille, posthum an Personen, die während der Teilnahme an einer UN-Mission ihr Leben verloren haben.

## Design
Die Medaille besteht aus einem klaren farblosen Bleiglaskristall, der mit einem blauen Ordensband befestigt auf einem schwarzen Samtkissen ruht. Auf dem Kristall ist der Name des Gefallenen, das Todesdatum, das UN-Logo sowie die Inschrift “The Dag Hammarskjöld Medal. In Service of Peace” eingraviert. Der Schriftzug kann in Englisch oder Französisch graviert werden.